# Nayef bin Fawwaz Al Sha'lan
Nāyef bin Fawwaz Al Shaalan Al Ruwaily Al Eniizzy (in arabo نايف بن فواز الشعلان‎?; 1956) è un principe, diplomatico e criminale saudita, membro di un ramo cadetto della famiglia reale Āl Saʿūd.

## Biografia
Nayef è nato nel 1956 e dopo aver studiato in Francia, Libano e Svizzera si è laureato all'Università di Miami che ha frequentato tra la fine degli anni '70 e l'inizio degli anni '80. Parla otto lingue. Completati gli studi, ha iniziato la carriera diplomatica ed è stato coinvolto nei negoziati dell'OPEC.
Nayef aveva investimenti nel settore petrolifero in Colombia e Venezuela. Era considerato un diplomatico di alto rango. Era amico personale del presidente Hugo Chávez con cui amava discutere di capitalismo, socialismo e della visione islamica dell'economia.

## Condanna per traffico di droga
Nel 1999, un aereo pilotato da un equipaggio internazionale Skyway è stato bloccato dalla polizia francese all'aeroporto di Parigi-Le Bourget. La polizia ha scoperto il principe con a bordo due tonnellate di cocaina. Lui e la sua amante Doris Mangeri stavano tentando di contrabbandare la droga dalla Colombia a Parigi. I pubblici ministeri li hanno accusati di aver usato il loro aereo privato per trasportare lo stupefacente. Il 10 maggio 2007 il tribunale di Bobigny lo ha condannato in contumacia a dieci anni di reclusione con altri dieci co-imputati. Le sue sorti erano sconosciute, ma è stato ipotizzato che potrebbe essere tornato in Arabia Saudita, approfittando della mancanza di un trattato di estradizione tra il suo paese e la Francia.
Il principe è stato processato in appello nell'autunno del 2008. La Corte d'Appello di Parigi ha confermato la condanna a dieci anni di carcere e una multa di 7 milioni di euro.
Nel gennaio 2011 la Corte di cassazione ha respinto il ricorso da lui presentato.
Nel 2012 il ministro belga Didier Reynders è stato duramente criticato per averlo incontrato ufficialmente.
Recentemente, è apparso in molti spettacoli televisivi sui media sauditi.

## Vita personale
Per via materna è nipote di re Abd al-Aziz. Suo fratello maggiore, Nawaf, è sposato con una figlia di re Abd Allah. Nayef è fratello gemello di Sa'ud.
Nayef, come suo fratello Sa'ud, ha sposato una delle figlie di 'Abd al-Rahman ibn 'Abd al-'Aziz Al Sa'ud, ex vice ministro della difesa.